# Mai Kuraki
Mai Kuraki (倉木麻衣) es una cantante de pop japonesa nacida el 28 de octubre de 1982 en Funabashi, Prefectura de Chiba. Pertenece al sello discográfico NORTHERN MUSIC, al igual que Yumi Shizukusa y Azusa.

## Perfil
- Nombre Real: Aono Mai (青野真衣 Aono Mai)
- Nombre Artístico: Kuraki Mai (倉木麻衣 Kuraki Mai)
- Pseudónimo: Mai-K
- Fecha de Nacimiento: 28 de octubre de 1982
- Lugar de Nacimiento: Funabashi, Prefectura de Chiba (Japón)
- Altura: 1,58 m
- Peso: 45 kg.
- Colores favoritos: negro, blanco, rosa, rojo, naranja
- Hobbies: Dibujar, hacer accesorios, escuchar música
- Artistas Favoritos: Whitney Houston, Lauryn Hill, Mariah Carey, Janet Jackson, Backstreet Boys
- Horóscopo: Escorpio

## Biografía
Desde pequeña se sintió influenciada por la música de Whitney Houston y por la manera de bailar de Michael Jackson. En el segundo año de la escuela secundaria, envió un casete demo a la discográfica GIZA studio, quién la contrató enseguida. Debutó en el año 1999 con sólo 16 años en Estados Unidos con el sencillo "Baby I Like", bajo el pseudónimo de Mai K. Luego vino su primer sencillo japonés, "Love, Day After Tomorrow", que se realizaría al año siguiente, situándose en el número uno de la lista de Oricon music chart, vendiendo cerca de un millón de copias. También ha cantado algunos temas para la serie de anime Detective Conan.

## La más popular de Giza Studio
Durante el año 2007 Giza Studio hizo una encuesta para que votaran a su cantante favorito de la discográfica y Mai Kuraki salió en el puesto n.º 1 con 261 votos.

## Discografía

### Sencillos
1. Love, Day After Tomorrow (08.12.1999) #2
2. Stay by my side (15.03.2000) #1
3. Secret of my heart (26.04.2000) #2
4. NEVER GONNA GIVE YOU UP (07.06.2000) #2
5. Simply Wonderful (27.09.2000) #2
6. Reach for the sky (08.11.2000) #3
7. 冷たい海 [tsumetai umi] / Start in my life (07.02.2001) #2
8. Stand Up (18.04.2001) #2
9. always (06.06.2001) #2
10. Can't forget your love / PERFECT CRIME ~Single Edit~ (29.08.2001) #2
11. Winter Bells (17.04.2002) #1
12. Feel fine! (24.04.2002) #2
13. Like a star in the night (04.09.2002) #2
14. Make my day (04.12.2002) #2
15. Time after time ~花舞う街で~ [Time after time ~hanamau machi de~] (05.03.2003) #3
16. Kiss (30.04.2003) #3
17. 風のららら [kaze no la la la] (28.05.2003) #3
18. 明日へ架ける橋 [Ashita e Kakeru Hashi] (19.05.2004) #3
19. Love, needing (26.01.2005) #5
20. ダンシング [Dancing] (23.03.2005) #5
21. P.S ♡ MY SUNSHINE (01.06.2005) #8
22. Growing of my heart (09.11.2005) #7
23. ベスト オブ ヒーロー [Best of Hero] (08.02.2006) #5
24. Diamond Wave (21.06.2006) #7
25. 白い雪 [Shiroi Yuki] (20.12.2006) #4
26. Season of love (14.02.2007) #6
27. Silent love~open my heart~ / BE WITH U (21.11.2007) #9
28. 夢が咲く春 [Yume ga Saku Haru] / You and Music and Dream (19.03.2008) #5
29. 一秒ごとに Love for you [Ichibyou Goto ni Love for you] (09.07.2008) #7
30. 24 Xmas time (26.11.2008) #7
31. PUZZLE/Revive (01.04.2009) #3
32. Beautiful (10.06.2009) #2
33. 永遠より ながく[Eien Yori Nagaku] / Drive me crazy (03.03.2010) #4
34. Summer Time Gone (31.08.2010)
35. 1000万回のキス [1000 mankai no kiss] (09.03.2011)
36. もう一度 [Mou Ichido] (25.05.2011)
37. Your Best Friend (19.10.2011)
38. Anata ga iru kara (14.03.2012)
39. Koi ni Koishite(2013)
40. Try Again (2013)
41. Muteki na Heart (2014)
42. Stand by Me (2014)

### Álbumes
1. Delicious way (28.06.2000) #1
2. Perfect Crime (04.07.2001) #1
3. FAIRY TALE (23.10.2002) #1
4. If I Believe (09.07.2003) #1
5. Wish You The Best (01.01.2004) #1
6. FUSE OF LOVE (24.08.2005) #3
7. DIAMOND WAVE (02.08.2006) #3
8. ONE LIFE (01.01.2008) #14
9. Touch Me! (21.01.2009) #1
10. ALL MY BEST (09.09.2009) #1
11. Future Kiss (17.11.2010)
12. Over the Rainbow (11.01.2012)
13. Mai Kuraki Best 151A: Love & Hope (2014)

### DVD
1. FIRST CUT (08.11.2000)
2. Mai Kuraki & Experience - First Live Tour 2001 ETERNAL MOMENT (21.11.2001)
3. Mai Kuraki "Loving You···" Tour 2002 Complete Edition (15.05.2002)
4. My Reflection (07.01.2004)
5. Mai Kuraki 5th Anniversary Edition Grow, Step by Step (05.01.2005)
6. Mai Kuraki Live Tour 2005 LIKE A FUSE OF LIVE and Tour Documentary of "chance for you" (22.02.2006)
7. Brilliant Cut～Mai Kuraki Live & Document～ (22.08.2007)
8. Mai Kuraki Live Tour 2008 "touch Me!" (06.05.2009)
9. 10TH ANNIVERSARY MAI KURAKI LIVE TOUR "BEST" (23.12.2009)

### VHS
1. FIRST CUT  (08.11.2000)
2. Mai Kuraki & Experience First Live 2001 in Zepp Osaka (21.11.2001)
3. Mai Kuraki & Experience First Live Tour 2001 ETERNAL MOMENT (21.11.2001)
4. Mai Kuraki "Loving You···" Tour 2002 Final 2.27 YOKOHAMA ARENA (03.04.2002)

## EE.UU

### Sencillos
1. Baby I Like (20.10.1999)

### Álbumes
1. Secret of my heart (22.01.2002)

### LP
1. BABY I LIKE

## Enlaces de Interés
- Página oficial de Mai Kuraki

- Datos: Q236799
- Multimedia: Mai Kuraki / Q236799